# Filipe Ret
Filipe Cavaleiro de Macedo da Silva Faria, mais conhecido como Filipe Ret (Rio de Janeiro, 19 de junho de 1985), é um rapper, cantor, compositor, comunicólogo, poeta e empresário brasileiro.

## Biografia

### Carreira
Nascido e criado no Catete, zona sul do Rio de Janeiro, iniciou sua carreira musical nas batalhas de MCs na Lapa em 2003. Seu nome artístico "Ret" vem das épocas quando pichava muro. No meio caminho se formou em jornalismo na faculdade FACHA, depois de tentar vários outros cursos. Lançou em 2009, o álbum Numa Margem Distante, mas só começou a se destacar nacionalmente a partir de 2012 com o lançamento do álbum Vivaz. O single "Neurótico de Guerra" fez bastante sucesso com o clipe no Youtube, passando em muitos canais de clipes, como MTV e Multishow. Em seu trabalho geralmente utiliza muito de melodias no meio de frases rimadas, algo inovador. Nas suas letras, ele utiliza bastante da poesia, filosofia, cita muitos filósofos, pensadores. Junto com o rapper Daniel Shadow e Henrique Lima, mais conhecido como Mãolee, fundaram/criaram a gravadora Tudubom Records. No meio independente é uma das mais bem sucedidas gravadoras no Brasil. Em setembro de 2015, lançou seu terceiro disco, intitulado Revel, com seu novo disco ele chegou ao total de 3 milhões vendidos e milhares de downloads por todo o Brasil.
Seu primeiro disco, Vivaz, foi lançado em dezembro de 2012, pela gravadora independente Tudubom Records. No dia do lançamento online, Vivaz teve mais de 7 mil downloads em apenas 48 horas. No dia 18 de dezembro de 2012, o site G1 aponta o lançamento do primeiro videoclipe de trabalho do CD Vivaz, com a música "Neurótico de Guerra". No final de 2015 fez o lançamento do single Invicto e o lançamento do clipe, na reta final de 2015 lançou seu novo álbum, "Revel", que foi sucesso nas primeiras horas do lançamento. Em 17 de agosto de 2018 lançou "Audaz", fechando a trilogia iniciada em 2012.

## Discografia

### Álbuns
| Ano  | Álbum                | Certificações      |
| ---- | -------------------- | ------------------ |
| 2009 | Numa Margem Distante |                    |
| 2012 | Vivaz                | - : PMB Ouro       |
| 2015 | Revel                |                    |
| 2018 | Audaz                | - : PMB Platina    |
| 2021 | Imaterial            | - : PMB 3× Platina |
| 2022 | LUME                 | - : PMB 3× Platina |
| 2023 | FRXV                 | - : PMB Ouro       |
| 2024 | NUME                 | - : PMB Ouro       |
| 2025 | NUME EPÍLOGO         | [ 9 ]              |

### Singles
- Apenas os que possuem certificados ou referência.[10]

| Ano  | Single                       | Certificações                            |
| ---- | ---------------------------- | ---------------------------------------- |
| 2009 | "Asfalto do Catete"          |                                          |
| 2012 | "Neurótico de Guerra"        |                                          |
| 2013 | "America"                    |                                          |
| 2015 | "Chefe do crime perfeito "   |                                          |
| 2015 | "Invicto"                    |                                          |
| 2017 | "Vivendo Avançado"           |                                          |
| 2018 | "A Libertina"                |                                          |
| 2018 | "Louco Pra Voltar"           |                                          |
| 2018 | "Desenho"                    |                                          |
| 2018 | "Santo Forte"                |                                          |
| 2019 | "Justiça e Liberdade"        |                                          |
| 2019 | "Sessão do Descarrego"       | - : PMB Platina                          |
| 2019 | "Favela"                     |                                          |
| 2019 | "Hoje Tem"                   |                                          |
| 2019 | "Criminal"                   |                                          |
| 2019 | "Ilusão"                     | - : PMB 2× Diamante                      |
| 2020 | "Dentro de Você"             | - : PMB Platina                          |
| 2020 | "La-La Gang" (c/ NGC Daddy)  |                                          |
| 2020 | "Cidade dos Anjos"           |                                          |
| 2021 | "F* F* M*"                   | - : PMB 2× Diamante                      |
| 2021 | "Corte Americano"            | - : PMB 2× Diamante                      |
| 2021 | "Não Desista Agora"          | - : PMB Platina                          |
| 2021 | "War"                        | - : PMB Platina (Remix)/ - : PMB Platina |
| 2021 | "Tributo Ao Ttk"             |                                          |
| 2021 | "Eu Sou o Trem"              |                                          |
| 2021 | "Me Sinto Abençoado"         |                                          |
| 2021 | "Porque Elas Te Ferem"       |                                          |
| 2021 | "Acende a Vela"              | - : PMB 2× Platina                       |
| 2021 | "Além do Dinheiro"           | - : PMB 2× Platina                       |
| 2022 | "Luxúria ou Trama" (Ao Vivo) |                                          |
| 2022 | "Melhor Agora"               | - : PMB 3× Platina                       |
| 2022 | "Sonho Dos Cria"             | - : PMB Diamante                         |
| 2022 | "Tudo Nosso"                 | - : PMB 3× Platina                       |
| 2022 | "Good Vibe"                  | - : PMB Diamante                         |
| 2022 | "A Meu Favor"                | - : PMB 3× Platina                       |
| 2022 | "7 Meiota"                   | - : PMB 3× Platina                       |
| 2022 | "Konteiner"                  | - : PMB Diamante                         |
| 2022 | "Vermelho Fogo"              | - : PMB 3× Platina                       |
| 2022 | "Fight"                      | - : PMB Platina                          |
| 2022 | "Trem Bala"                  | - : PMB Platina                          |
| 2022 | "Todo Poder"                 | - : PMB Ouro                             |
| 2023 | "Deus Perdoa"                | - : PMB Diamante                         |
| 2023 | "Ritmo do Crime"             | - : PMB Ouro                             |
| 2023 | "Amor Livre"                 | - : PMB 2× Platina                       |

## Prêmios e Indicações
| Ano  | Prêmio                | Categoria      | Nomeação                                                       | Resultado | Ref.          |
| ---- | --------------------- | -------------- | -------------------------------------------------------------- | --------- | ------------- |
| 2022 | MTV Millennial Awards | Feat. Nacional | Me Sinto Abençoado – MC Poze do Rodo (com part. de Filipe Ret) | Indicado  | [ 11 ] [ 12 ] |
| 2022 | MTV Millennial Awards | Beat BR        | Filipe Ret                                                     | Indicado  | [ 11 ] [ 12 ] |